# (5388) Mottola
(5388) Mottola (1981 ED1) – planetoida z pasa głównego asteroid okrążająca Słońce w ciągu 4 lat i 146 dni w średniej odległości 2,68 j.a. Została odkryta 5 marca 1981 roku w Obserwatorium La Silla przez Henriego Debehogne i Giovanni de Sanctisa.